# Нейтън Чен
Нейтън Уей Чен (на английски: Nathan Wei Chen) е американски фигурист.
Роден е на 5 май 1999 година в Солт Лейк Сити в семейството на учен, китайски имигрант от Гуанси. Започва да тренира фигурно пързаляне през 2003 година, а в състезания за възрастни участва от 2016 година. Печели световните първенства през 2018, 2019 и 2022 година, както и две олимпийски титли на Зимната олимпиада през 2022 година. През 2024 година получава бакалавърска степен по статистика от Йейлския университет.